# Segunda República da Nigéria
A Segunda República foi o governo republicano da Nigéria entre 1979 e 1983 regido pela segunda constituição republicana.

## Os fundadores da Segunda República (1979)
Após o assassinato do Chefe de Estado militar nigeriano, General Murtala Mohammed em 1976, seu sucessor General Olusegun Obasanjo iniciou o processo de transição para encerrar o regime militar em 1979. Uma nova constituição foi elaborada, que viu o sistema de Westminster do governo (anteriormente utilizados na Primeira República) alijado de um sistema presidencial americano. A Constituição de 1979 determinou que posições dos partidos políticos, e gabinete refletissem o "caráter federal" da nação — Os partidos políticos foram obrigados a ser registrados, em pelo menos dois terços dos estados, e cada estado foi obrigado a produzir pelo menos um membro do gabinete.
A eleição amplamente monitorada 1979 viu a eleição de Alhaji Shehu Shagari na plataforma do NPN. Em 1 de outubro de 1979, Shehu Shagari foi empossado como o primeiro  Presidente e Comandante-em-Chefe da  República Federal da Nigéria.

## Presidentes
| Presidente    | Período                                    | Partido |
| ------------- | ------------------------------------------ | ------- |
| Shehu Shagari | 1 de outubro de 1979 - 31 de dezembro 1983 | NPN     |

## Partidos políticos
- Grande Partido do Povo da Nigéria (GNPP)
- Partido Nacional da Nigéria (NPN)
- Partido Avanço da Nigéria (NAP)
- Partido Popular da Nigéria (NPP)
- Partido Redenção do Povo (PRP)
- Partido da Unidade da Nigéria (UPN)

## Abolição da Segunda República
A administração Shagari foi tirada do poder na véspera de Ano Novo de 1983. General Muhammadu Buhari, o líder da rebelião, citou acusações de corrupção e de incompetência administrativa como razões para intervenção militar. O Presidente Shagari foi colocado sob prisão domiciliar, e vários membros do seu gabinete ou foram presos ou exilados.